# Opi (sítio arqueológico)
Opi é uma comunidade no estado de Enugu do Sudeste da Nigéria. É povoada pelos ibos e localizado na região de Nsukka. É a localização de um sítio arqueológico pré-histórico que contém fornos de fundição de ferro e escória datada de 750 aC. O minério de ferro foi fundido em fornos de calda natural e a escória fundida foi drenada através de condutas rasas para coleta de poços formando enormes blocos de escória pesando até 47 kg. Calcula-se que as temperaturas de operação variaram entre 1.155 e 1.450 °C.